# 남한중학교
남한중학교(南漢中學校)는 대한민국 경기도 하남시 신장동에 있는 공립 중학교이다.

## 학교 연혁
- 1959년 2월 9일 : 광주중학교 남한분교 1·2학년 운영(고골 광주향교)
- 1960년 2월 10일 : 남한중학교 인가(6학급 남녀공학), 초대 곽노인 교장 취임
- 1961년 3월 6일 : 제1회 졸업(45명)
- 1982년 3월 1일 : 남녀공학에서 남학교로 분리
- 1984년 3월 1일 : 남한중학교 핸드볼부 창단
- 1985년 3월 1일 : 고등학교 병설에서 중학교 분리 인가(19학급)
- 1988년 3월 15일 : 남한중학교 현 위치로 이전(32학급)
- 2006년 3월 1일 : 남녀공학 운영
- 2010년 5월 20일 : 학생식당 및 다목적실 조성
- 2011년 10월 9일 : 인조잔디구장 조성
- 2012년 3월 1일 : 사교육절감형 창의경영학교 지정
- 2013년 9월 1일 : 혁신학교 지정
- 2024년 1월 5일 : 제64회 졸업(졸업생 누계 17,161명)
- 2024년 3월 1일 : 제19대 정운용 교장 취임

## 참고 자료
- 남한중학교 - 한국교육학술정보원 학교알리미